# Unione Sportiva Catanzaro 1993-1994
Questa pagina raccoglie le informazioni riguardanti l'Unione Sportiva Catanzaro nelle competizioni ufficiali della stagione 1993-1994.

## Rosa
| N. |                   | Ruolo | Calciatore            |
| -- | ----------------- | ----- | --------------------- |
|    | Italia (bandiera) | D     | Alfonso Bertozzi      |
|    | Italia (bandiera) | D     | Umberto Brutto        |
|    | Italia (bandiera) | A     | Massimo Campo         |
|    | Italia (bandiera) | C     | Domenico Dalmazio     |
|    | Italia (bandiera) | C     | Stefano De Gaetano    |
|    | Italia (bandiera) | P     | Leonardo Di Punzio    |
|    | Italia (bandiera) | C     | Ciro Donnarumma       |
|    | Italia (bandiera) | C     | Massimiliano Esposito |
|    | Italia (bandiera) | C     | Michelangelo Galasso  |
|    | Italia (bandiera) | D     | Aldo Gardini          |
|    | Italia (bandiera) | D     | Fabio Germini         |
|    | Italia (bandiera) | C     | Fabio Giacalone       |

| N. |                   | Ruolo | Calciatore              |
| -- | ----------------- | ----- | ----------------------- |
|    | Italia (bandiera) | A     | Domenico Guzzetti Falbo |
|    | Italia (bandiera) | C     | Carmine Leone           |
|    | Italia (bandiera) | A     | Francesco Lomonaco      |
|    | Italia (bandiera) | D     | Renato Mancini          |
|    | Italia (bandiera) | A     | Marco Marzi             |
|    | Italia (bandiera) | C     | Alessandro Mazzola      |
|    | Italia (bandiera) | C     | Fulvio Navone           |
|    | Italia (bandiera) | P     | Giuseppe Nioi           |
|    | Italia (bandiera) | A     | Francesco Procopio      |
|    | Italia (bandiera) | D     | Massimo Savio           |
|    | Italia (bandiera) | D     | Umberto Scorrano        |

## Risultati

### Campionato

#### Girone di andata
| 12 settembre 1993 1ª giornata | Savoia | 0 – 0 | Catanzaro |  |

| 19 settembre 1993 2ª giornata | Catanzaro | 1 – 1 | Licata |  |

| 26 settembre 1993 3ª giornata | Vigor Lamezia | 1 – 2 | Catanzaro |  |

| 3 ottobre 1993 4ª giornata | Catanzaro | 0 – 0 | Molfetta |  |

| 10 ottobre 1993 5ª giornata | Turris | 0 – 0 | Catanzaro |  |

| 17 ottobre 1993 6ª giornata | Catanzaro | 1 – 1 | Fasano |  |

| 24 ottobre 1993 7ª giornata | Cerveteri | 0 – 3 | Catanzaro |  |

| 7 novembre 1993 8ª giornata | Catanzaro | 0 – 0 | Akragas |  |

| 14 novembre 1993 9ª giornata | Astrea | 1 – 1 | Catanzaro |  |

| 21 novembre 1993 10ª giornata | Catanzaro | 1 – 2 | Trapani |  |

| 28 novembre 1993 11ª giornata | Catanzaro | 1 – 0 | Sangiuseppese |  |

| 5 dicembre 1993 12ª giornata | Bisceglie | 0 – 0 | Catanzaro |  |

| 12 dicembre 1993 13ª giornata | Catanzaro | 2 – 0 | Monopoli |  |

| 19 dicembre 1993 14ª giornata | Trani | 2 – 1 | Catanzaro |  |

| 16 gennaio 1994 15ª giornata | Sora | 1 – 0 | Catanzaro |  |

| 23 gennaio 1993 16ª giornata | Catanzaro | 1 – 0 | Battipagliese |  |

| 30 gennaio 1994 17ª giornata | Formia | 2 – 1 | Catanzaro |  |

#### Girone di ritorno
| 6 febbraio 1994 18ª giornata | Catanzaro | 2 – 1 | Savoia |  |

| 13 febbraio 1994 19ª giornata | Licata | 1 – 0 | Catanzaro |  |

| 20 febbraio 1994 20ª giornata | Catanzaro | 3 – 0 | Vigor Lamezia |  |

| 6 marzo 1994 21ª giornata | Molfetta | 1 – 0 | Catanzaro |  |

| 13 marzo 1994 22ª giornata | Catanzaro | 2 – 0 | Turris |  |

| 20 marzo 1994 23ª giornata | Fasano | 1 – 1 | Catanzaro |  |

| 27 marzo 1994 24ª giornata | Catanzaro | 2 – 1 | Cerveteri |  |

| 10 aprile 1994 25ª giornata | Akragas | 2 – 1 | Catanzaro |  |

| 17 aprile 1994 26ª giornata | Catanzaro | 2 – 1 | Astrea |  |

| 24 aprile 1994 27ª giornata | Trapani | 1 – 0 | Catanzaro |  |

| 1º maggio 1994 28ª giornata | Sangiuseppese | 0 – 0 | Catanzaro |  |

| 15 maggio 1994 29ª giornata | Catanzaro | 0 – 0 | Bisceglie |  |

| 22 maggio 1994 30ª giornata | Atletico Monopoli | 1 – 1 | Catanzaro |  |

| 29 maggio 1994 31ª giornata | Catanzaro | 3 – 0 | Trani |  |

| 5 giugno 1994 32ª giornata | Catanzaro | 0 – 0 | Sora |  |

| 12 giugno 1994 33ª giornata | Battipagliese | 2 – 1 | Catanzaro |  |

| 19 giugno 1994 34ª giornata | Catanzaro | 2 – 1 | Formia |  |